# 草衙
草衙是台灣高雄市前鎮區境內的一個地區，可以分為新草衙與舊草衙，前者包括仁愛里、德昌里、平等里、平昌里，明禮里、信義里、信德里、明道里與一部分明義里；後者則包含了明正里與明孝里，以及一部份的草衙里。
此外，草衙旁的佛公地區，時常被歸於草衙地區內；行政區劃上的明義里有一部份即屬於新佛公社區，而草衙里也有一部分屬於佛公。

## 歷史
在清朝治台末期所收集的《鳳山縣采訪冊》資料中，曾紀錄草衙地區有觀音寺一座。
草衙為1920年所設小港庄下的一個大字，在1939年的統計中，草衙大字有常住人口616人，共105戶。
在1940年時，高雄市在並行於一般行政區的「區」系統下，設置了草衙區，業務範圍含有「草衙」與「佛公」兩個大字。